# Мажейкяй (футбольний клуб)
Футбольний клуб «Мажейкяй» (лит. Mažeikių futbolo klubas) — колишній литовський футбольний клуб з однойменного міста, що існував у 1947—2011 роках.

## Досягнення
- А-ліга
  - Чемпіон (2): 1976, 1979
- Кубок Литви
  - Фіналіст (1): 1979.